# 차이나 드래곤
차이나 드래곤(China Dragon)은 중국의 아이스하키팀이다. 1954년 장춘 푸아오와 호사로 시작되어 개명과 합병 등을 거쳐 현재에 이르렀다. 하얼빈시, 치치하얼 시, 상하이 시를 연고로 한다.

## 역사

### 치치하얼&장춘 푸아오
치치하얼 아이스하키팀(장춘 푸아오)은 1954년 창단되어 총 28번의 중국 아이스하키 리그 타이틀을 가졌고, 2004-05시즌부터 아시아리그 아이스하키에서 치치하얼을 연고로 하여 참가하였다. 2006-07시즌에는 장춘으로 연고를 옳겨 장춘 푸아오가 되었다. 2006-07시즌이 끝나고 나자 재정적 문제로 호사 (아이스하키)와 합병 하였다.

## 성적
- 2004-05 하얼빈 7위, 치치하얼 8위
- 2005-06 하얼빈 8위, 치치하얼 9위(플레이오프 진출실패)
- 2006-07 호사 7위, 창춘 8위(플레이오프 진출실패)
- 2007-08 7위(플레이오프 진출실패)
- 2008-09 6위(플레이오프 진출실패)
- 2009-10 6위(플레이오프 진출실패)
- 2010-11 7위(플레이오프 진출실패)
- 2011-12 7위(플레이오프 진출실패)
- 2012-13 7위(플레이오프 진출실패)